# Nototriche peruviana
Nototriche peruviana är en malvaväxtart som beskrevs av M. Chanco. Nototriche peruviana ingår i släktet Nototriche och familjen malvaväxter. Inga underarter finns listade i Catalogue of Life.